# Mitel Deutschland
Die Mitel Deutschland GmbH ist eine Landesgesellschaft der kanadischen Mitel Networks Corporation, einem Unternehmen im Bereich der Unternehmenskommunikation. Die Firma hat ihren Hauptsitz in der Berliner Zeughofstraße.
Innerhalb des Mitel-Konzerns ist Deutschland ein bedeutender Standort für Forschung und Entwicklung.

## Produkte
Mitel entwickelt und vertreibt weltweit Kommunikationsprodukte und -systeme, die zur Übertragung von Sprache und Daten das Internetprotokoll nutzen. Das Angebot setzt sich aus Cloud-Diensten, Kommunikationsservern, Telefonanlagen, Telefonen und Applikationen zusammen, beispielsweise für Contact Center und Videokonferenzen. Nach eigenen Angaben gibt es mehr als 35 Millionen Nutzer in fast 100 Ländern.
Neben Kommunikationsservern bietet Mitel alle weiteren Elemente für komplette Unified-Communications-Anwendungen in Unternehmen. Basis ist die Zusammenführung von allen täglich genutzten Diensten wie Telefonie, Fax, SMS, E-Mail, Instant Messaging (Chatten), Web-Konferenzen oder Präsenz-Management über offene Schnittstellen sowie Standardprotokolle. Alle Unified-Communications-Anwendungen können auch aus der Cloud bezogen werden.
Mitels Kommunikationslösungen setzen auf offene Standards, damit bereits vorhandene Geschäftsprozesse und Applikationen integriert werden können. Die Kunden kaufen nur das ein, was sie tatsächlich benötigen, ohne die gesamte ITK-Infrastruktur neu implementieren zu müssen. Die IP-Telefonie-Projekte (VoIP), also die Telefonie über das Internet, basieren auf dem Session Initiation Protocol (SIP). Durch dieses Standard-Protokoll wird eine größtmögliche Interoperabilität gewährleistet.
Weiter bietet Mitel spezielle Lösungen für die Branchen Pflege- und Sozialwesen, Krankenhaus, Call-Center und Hotel. Das Unternehmen hält mehr als 1.200 Patente und Anwendungen.

## Standorte
Mitel unterhält fünf regionale Niederlassungen in der Bundesrepublik Deutschland. Darüber hinaus gibt es Vertriebsbüros im ganzen deutschen Bundesgebiet und ein Netz an Vertriebspartnern. Weltweit sind rund 2600 Personen für Mitel tätig.

## Geschichte
Im Rahmen zahlreicher Akquisitionen kaufte Aastra 2005 die DeTeWe Systems und die DeTeWe Communications GmbH.
Ab 2007 firmierte die ehemalige DeTeWe Systems unter dem Namen Aastra DeTeWe GmbH. Im Januar 2010 folgte die Umbenennung in Aastra Deutschland GmbH. Seit der Übernahme von Aastra durch Mitel im Februar 2014 heißt das Unternehmen Mitel Deutschland.